# فاولنروشت
فاولنروشت (به آلمانی: Faulenrost) یک شهر در آلمان است که در Mecklenburgische Seenplatte District واقع شده‌است. فاولنروشت ۷۷۳ نفر جمعیت دارد.